# Jess Thorup
Jess Christian Thorup (Copenaghen, 21 febbraio 1970) è un allenatore di calcio ed ex calciatore danese, di ruolo attaccante.

## Carriera

### Giocatore

#### Club
Thorup cominciò la carriera con la maglia dell'Odense. Si trasferì poi ai tedeschi dell'Uerdingen 05 e agli austriaci del Tirol Innsbruck. Tornò successivamente in patria, per militare nelle file dell'Esbjerg.
Nel 2005 fu ingaggiato dai norvegesi dello HamKam. Esordì nell'Eliteserien in data 23 luglio, sostituendo Marius Gullerud nella sconfitta per 2-1 in casa del Vålerenga, sfida in cui trovò la via del gol per l'unica volta nella sua esperienza norvegese. Tornò poi in patria, per chiudere la carriera all'Esbjerg.

### Allenatore
Nel 2008 e nel 2011, fu allenatore ad interim dell'Esbjerg. Nell'estate 2012, fu nominato allenatore a tempo pieno. Il 21 febbraio 2013, fu reso noto che sarebbe diventato il nuovo commissario tecnico della Danimarca under 21, a partire dal 1º luglio successivo. Concluse comunque la stagione all'Esbjerg, con cui vinse la Coppa di Danimarca 2012-2013. Nel 2015 passa al Midtijlland con cui vince il campionato danese nel 2017-2018. Seguono poi due esperienze in BelgiO. Tornato in Danimarca, vince il campionato con il Copenhagen nel 2021-2022. Nel 2023 approda in Germania all'Augusta con cui si piazza all'undicesimo posto in Bundesliga a soli tre punti dalla qualificazione alle coppe europee.

### Statistiche da allenatore
Statistiche aggiornate al 27 novembre 2024.
| Stagione            | Squadra            | Campionato         | Campionato | Campionato | Campionato | Campionato | Coppe nazionali | Coppe nazionali | Coppe nazionali | Coppe nazionali | Coppe nazionali | Coppe continentali | Coppe continentali | Coppe continentali | Coppe continentali | Coppe continentali | Altre coppe | Altre coppe | Altre coppe | Altre coppe | Altre coppe | Totale | Totale | Totale | Totale | % Vittorie | Piazzamento      |
| Stagione            | Squadra            | Comp               | G          | V          | N          | P          | Comp            | G               | V               | N               | P               | Comp               | G                  | V                  | N                  | P                  | Comp        | G           | V           | N           | P           | G      | V      | N      | P      | %          | Piazzamento      |
| ------------------- | ------------------ | ------------------ | ---------- | ---------- | ---------- | ---------- | --------------- | --------------- | --------------- | --------------- | --------------- | ------------------ | ------------------ | ------------------ | ------------------ | ------------------ | ----------- | ----------- | ----------- | ----------- | ----------- | ------ | ------ | ------ | ------ | ---------- | ---------------- |
| mar.-mag. 2011      | Esbjerg            | SL                 | 12         | 4          | 4          | 4          | CD              | 2               | 1               | 0               | 1               | -                  | -                  | -                  | -                  | -                  | -           | -           | -           | -           | -           | 14     | 5      | 4      | 5      | 35,71      | Sub., 12° (ret.) |
| 2011-2012           | Esbjerg            | 1D                 | 26         | 21         | 3          | 2          | CD              | 1               | 0               | 0               | 1               | -                  | -                  | -                  | -                  | -                  | -           | -           | -           | -           | -           | 27     | 21     | 3      | 3      | 77,78      | 1° (prom.)       |
| 2012-2013           | Esbjerg            | SL                 | 33         | 13         | 8          | 12         | CD              | 6               | 5               | 1               | 0               | -                  | -                  | -                  | -                  | -                  | -           | -           | -           | -           | -           | 39     | 18     | 9      | 12     | 46,15      | 4°               |
| Totale Esbjerg      | Totale Esbjerg     | Totale Esbjerg     | 71         | 38         | 15         | 18         |                 | 9               | 6               | 1               | 2               |                    | -                  | -                  | -                  | -                  |             | -           | -           | -           | -           | 80     | 44     | 16     | 20     | 55,00      |                  |
| 2015-2016           | Midtjylland        | SL                 | 33         | 17         | 8          | 8          | CD              | 2               | 1               | 0               | 1               | UCL+UEL            | 4+10               | 3+4                | 1+2                | 0+4                | -           | -           | -           | -           | -           | 49     | 25     | 10     | 14     | 51,02      | 3°               |
| 2016-2017           | Midtjylland        | SL                 | 26+10+1    | 10+5+1     | 8+1        | 8+4        | CD              | 4               | 3               | 0               | 1               | UEL                | 8                  | 4                  | 2                  | 2                  | -           | -           | -           | -           | -           | 49     | 23     | 11     | 15     | 46,94      | 4°               |
| 2017-2018           | Midtjylland        | SL                 | 26+10      | 19+8       | 3+1        | 4+1        | CD              | 4               | 3               | 0               | 1               | UEL                | 8                  | 5                  | 1                  | 2                  | -           | -           | -           | -           | -           | 48     | 35     | 5      | 8      | 72,92      | 1°               |
| lug.-ott. 2018      | Midtjylland        | SL                 | 12         | 7          | 4          | 1          | CD              | 1               | 1               | 0               | 0               | UCL+UEL            | 2+4                | 0+2                | 1+1                | 1+1                | -           | -           | -           | -           | -           | 19     | 10     | 6      | 3      | 52,63      | Resc. Cons.      |
| Totale Midtjylland  | Totale Midtjylland | Totale Midtjylland | 118        | 67         | 25         | 26         |                 | 11              | 8               | 0               | 3               |                    | 36                 | 18                 | 8                  | 10                 |             | -           | -           | -           | -           | 165    | 93     | 33     | 39     | 56,36      |                  |
| ott. 2018-giu. 2019 | Gent               | D1                 | 20+10      | 11+3       | 3+1        | 6+6        | CB              | 5               | 2               | 2               | 1               | -                  | -                  | -                  | -                  | -                  | -           | -           | -           | -           | -           | 35     | 16     | 6      | 13     | 45,71      | Sub., 5°         |
| 2019-2020           | Gent               | D1                 | 29         | 16         | 7          | 6          | CB              | 2               | 1               | 0               | 1               | UEL                | 14                 | 6                  | 6                  | 2                  | -           | -           | -           | -           | -           | 45     | 23     | 13     | 9      | 51,11      | 2°               |
| ago.2020            | Gent               | D1                 | 2          | 0          | 0          | 2          | CB              | -               | -               | -               | -               | -                  | -                  | -                  | -                  | -                  | -           | -           | -           | -           | -           | 2      | 0      | 0      | 2      | &0,00      | Eson.            |
| Totale Gent         | Totale Gent        | Totale Gent        | 61         | 30         | 11         | 20         |                 | 7               | 3               | 2               | 2               |                    | 14                 | 6                  | 6                  | 2                  |             | -           | -           | -           | -           | 82     | 39     | 19     | 24     | 47,56      |                  |
| ago.-ott. 2020      | Genk               | D1                 | 5          | 3          | 0          | 2          | CB              | -               | -               | -               | -               | -                  | -                  | -                  | -                  | -                  | -           | -           | -           | -           | -           | 5      | 3      | 0      | 2      | 60,00      | Sub, Resc. Cons. |
| ott. 2020-giu. 2021 | Copenaghen         | SL                 | 15+10      | 7+6        | 4+2        | 4+2        | CD              | 2               | 1               | 1               | 0               | -                  | -                  | -                  | -                  | -                  | -           | -           | -           | -           | -           | 27     | 14     | 7      | 6      | 51,85      | Sub.,3°          |
| 2021-2022           | Copenaghen         | SL                 | 22+10      | 14+6       | 6+2        | 2+2        | CD              | 1               | 0               | 0               | 1               | UECL               | 14                 | 10                 | 2                  | 2                  | -           | -           | -           | -           | -           | 47     | 30     | 10     | 7      | 63,83      | 1°               |
| 2022-2023           | Copenaghen         | SL                 | 10         | 4          | 0          | 6          | CD              | 0               | 0               | 0               | 0               | UCL                | 4                  | 1                  | 2                  | 1                  | -           | -           | -           | -           | -           | 14     | 5      | 2      | 7      | 35,71      | Eson             |
| Totale Copenaghen   | Totale Copenaghen  | Totale Copenaghen  | 67         | 37         | 14         | 16         |                 | 3               | 1               | 1               | 1               |                    | 18                 | 11                 | 4                  | 3                  |             | -           | -           | -           | -           | 88     | 49     | 19     | 20     | 55,68      |                  |
| ott. 2023-2024      | Augusta            | BL                 | 27         | 9          | 7          | 11         | CG              | 1               | 0               | 0               | 1               | -                  | -                  | -                  | -                  | -                  | -           | -           | -           | -           | -           | 28     | 9      | 7      | 12     | 32,14      | Sub 11°          |
| 2024-2025           | Augusta            | BL                 | 12         | 4          | 3          | 5          | CG              | 2               | 2               | 0               | 0               | -                  | -                  | -                  | -                  | -                  | -           | -           | -           | -           | -           | 14     | 6      | 3      | 5      | 42,86      | in corso         |
| Totale Augusta      | Totale Augusta     | Totale Augusta     | 39         | 13         | 10         | 16         |                 | 3               | 2               | 0               | 1               |                    | -                  | -                  | -                  | -                  |             | -           | -           | -           | -           | 42     | 15     | 10     | 17     | 35,71      |                  |
| Totale Carriera     | Totale Carriera    | Totale Carriera    | 361        | 188        | 75         | 98         |                 | 33              | 20              | 4               | 9               |                    | 78                 | 35                 | 18                 | 15                 |             | -           | -           | -           | -           | 472    | 243    | 97     | 122    | 51,48      |                  |

## Palmarès

### Giocatore
- Campionato danese: 1

Odense: 1989
- Coppa di Danimarca: 2

Odense: 1990-1991, 1992-1993

### Allenatore
- Coppa di Danimarca: 1

Esbjerg: 2012-2013
- Campionato danese: 2

Midtjylland: 2017-2018
Copenhagen: 2021-2022